# Baleares (Schiff, 1936)
Die Baleares war ein nationalspanischer Schwerer Kreuzer und das zweite Schiff der Canarias-Klasse, das fertiggestellt wurde. Sie war ein sogenannter Washington-Kreuzer in Anlehnung an das Washingtoner Flottenabkommen von 1922. Noch vor ihrer Fertigstellung wurde sie in die nationalspanische Flotte eingegliedert, um im Spanischen Bürgerkrieg zum Einsatz zu kommen. Nach nur 14 Monaten Dienst wurde sie am 6. März 1938 in der Schlacht von Cabo de Palos versenkt.

## Technik
Die Baleares war etwa 194 Meter lang, 19,5 Meter breit und hatte mit einer Einsatzverdrängung von 10.000 ts einen Tiefgang von knapp 6,5 Metern. Die 90.000 PS starke Maschinenanlage trieb vier Propeller an und brachte das Schiff auf eine Höchstgeschwindigkeit von 33 Knoten.
Die vorgesehene Hauptbewaffnung der Baleares bestand aus acht 203-mm-Geschützen L/50 und zwölf 553-mm-Torpedorohren, die Sekundärbewaffnung aus acht 120-mm-Geschützen (L/45) und acht 40-mm-Flugabwehrgeschützen.
Die Panzerung war entlang der Wasserlinie zwischen 50 mm und 100 mm stark, auf Höhe der Munitionsbunker 100 mm, die Deckspanzerung war zwischen 20 mm und 75 mm dick und diejenige der Geschütztürme 25 mm.
Anfänglich war auch ein Flugzeugkatapult für ein Wasserflugzeug vorgesehen. Diese Planung wurde allerdings verworfen.

## Dienstzeit

### Bau und Indienststellung
Die Baleares entsprach mit ihren Spezifikationen ganz dem Washingtoner Flottenabkommen und lehnte sich an die Konzeption der damals in für die Royal Navy im Bau befindlichen County-Klasse an, auch da die einzige geeignete spanische Bauwerft Sociedad Española de Construcción Naval in Ferrol mehrheitlich in britischem Eigentum stand. Am 15. August 1928 wurde die Baleares auf Kiel gelegt und lief am 20. April 1932 vom Stapel.
Am 18. Juli 1936 brach der Spanische Bürgerkrieg aus, und fünf Tage später fielen mit Ferrol die Baleares und ihr Schwesterschiff Canarias in die Hände der nationalspanischen Truppen. Die Arbeiten waren weit hinter dem Zeitplan zurück, und so wurden die Arbeiten beschleunigt, um das Schiff baldmöglichst einsetzen zu können. Der Bau litt kriegsbedingt an Materialmangel, und als die Baleares am 15. Dezember 1936 der nationalspanischen Kriegsmarine übergeben wurde, fehlten noch einige Einrichtungen, darunter die Zieleinrichtungen, der achtere 203-mm-Turm fehlte und die Sekundärbewaffnung bestand aus vier 120-mm- und vier italienischen 100-mm-Flugabwehrgeschützen. Der vierte 203-mm-Turm wurde erst im Juni 1937 montiert.

### Küstenbeschuss bei Málaga
Am 4. Februar 1937 verließ die Baleares Ceuta und vereinigte sich mit der Canarias, um den Landangriff auf Málaga zu unterstützen. Am gleichen Tag eröffnete sie mehrmals das Feuer gegen republikanische Flugzeuge. Am folgenden Tag bombardierte sie mehrere Küstenziele und wurde sechsmal von Flugzeugen angegriffen. Es gelang der Baleares, einen der Angreifer abzuschießen. Am 6. Februar beschoss sie die Straße zwischen Fuengirola und Málaga sowie einen provisorischen Flugplatz an der Küste. Wieder kam es zu einem folgenlosen Angriff der republikanischen Luftwaffe. Tags darauf wurde sie gegen republikanische Truppenkonzentrationen und andere Ziele eingesetzt, während sie am 8. Februar wieder Straßen und Fahrzeuge, diesmal um Torrox, unter Feuer nahm. Am 10. Februar endete der erste Kampfeinsatz der Baleares.

### Gefecht bei Kap Culleras
Am 11. Juli 1937 verließ die Baleares den Hafen von Porto Pí (Palma de Mallorca), um den mit Kriegsmaterial für die republikanische Seite beladenen Dampfer Isla de Gran Canarias abzufangen. Da die Canarias gerade in Cádiz repariert wurde, war die Baleares auf sich allein gestellt und konnte sich keine Kampfhandlungen mit der republikanischen Flotte erlauben. Am Morgen des 12. Juli sichtete die Baleares um 06:22 Uhr auf Höhe von Kap Culleras vier gegnerische Zerstörer, die zwei Handelsschiffen Geleitschutz gaben. Die Baleares eröffnete das Feuer auf die Zerstörer, die Nebelvorhänge legten und Zickzackkurs nach Süden nahmen. Kurz darauf wurden sie von zwei weiteren Zerstörern verstärkt. Weder die Baleares noch die Zerstörer erzielten Treffer und die Handelsschiffe konnten sich in den Schutz der Küstenbatterien retten. Nach zwei Stunden wurde das Gefecht ohne Ergebnis abgebrochen. Da es den sechs Zerstörern nicht gelungen war, trotz ihrer zahlenmäßigen Überlegenheit den Kreuzer stärker unter Druck zu setzen, wurde der Kommandeur der republikanischen Zerstörer-Flottille Vicente Ramírez abgelöst.

### Gefecht bei Cherchell
Die Nationalisten hatten Informationen erhalten, wonach ein Konvoi in Algier bereitlag, um Nachschub für die Republikaner nach Spanien zu bringen. Die Baleares und die Canarias wurden entsandt, um ihn abzufangen. Am 6. September 1937 begab sich die Canarias nach Ceuta, um aufzutanken, und ließ die Baleares allein zurück. Am gleichen Tag brachen die republikanischen Kreuzer Libertad und Méndez Nuñez sowie sieben Zerstörer nach Algier auf, um dem Konvoi Geleitschutz zu geben. Am Morgen des 7. September traf die Flotte um 10:15 Uhr auf die Baleares. Es entwickelte sich ein Artillerieduell, bei dem die Baleares zwei Treffer erhielt. Die republikanische Flotte brach das Gefecht ab und änderte ihren Kurs, um nicht zu weit vom Konvoi abzukommen. Um 11:25 Uhr traf die Baleares erneut auf den Geleitschutz und das Gefecht wurde wieder aufgenommen. Kurz darauf verlor die Baleares wieder den Kontakt. Im weiteren Verlauf erhielt sie einen Funkspruch, der einen Luftangriff auf die feindlichen Schiffe ankündige. Der Angriff blieb folgenlos, der Explosionslärm brachte die Baleares aber wieder auf die Spur des Gegners. Um 17:07 Uhr eröffnete sie erneut das Feuer, konnte aber wieder keine Treffer erzielen. Die Baleares brach den Kampf ab, um sich mit der Canarias zu vereinigen, die den Hafen von Ceuta verlassen hatte und sich auf dem Weg befand. Die republikanischen Schiffe kehrten zu ihrem Konvoi zurück. Dieser hatte sich aber aufgelöst, da er zu nahe an die Küste geraten war. Ein Schiff war auf Grund gelaufen, die anderen hatten im algerischen Hafen Cherchell Zuflucht genommen. Der republikanische Admiral Buiza entschied sich, nicht den Kampf mit der Baleares zu suchen, und kehrte nach Cartagena zurück. Um 19:12 Uhr kam es noch zu einem erfolglosen republikanischen Luftangriff auf die Baleares.
Das Gefecht bei Cherchell wurde von den Nationalisten als Sieg gewertet, da das strategische Ziel, die Verhinderung der Nachschublieferung, erreicht worden war. Der republikanische Admiral Buiza hatte es versäumt, einen Zerstörer-Angriff auf die Baleares anzuordnen, und wurde von González Ubieta abgelöst.

### Schlacht von Cabo de Palos

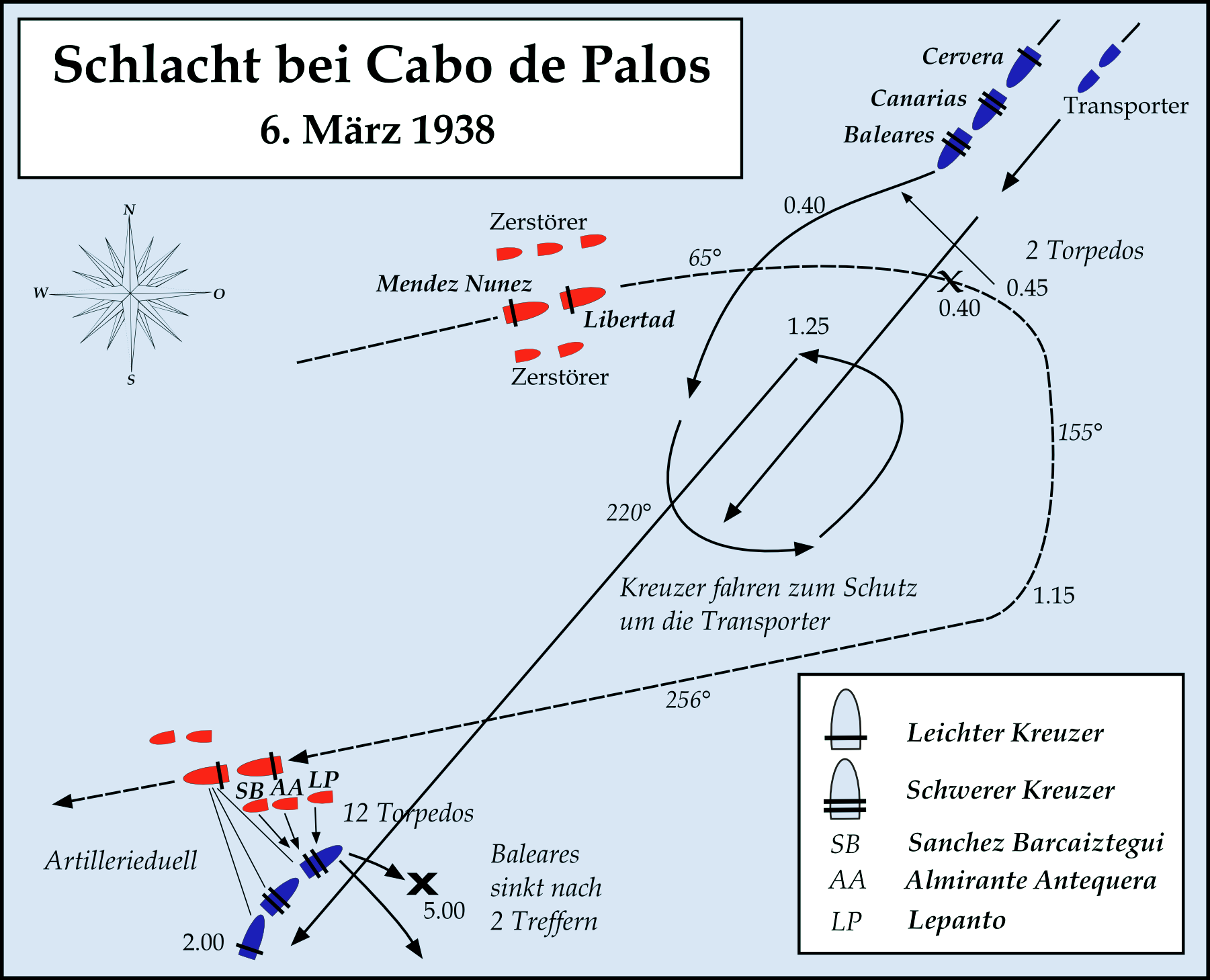
Karte der Schlacht

Die Baleares als Briefmarkenmotiv

Am Samstag, den 5. März 1938 brach die republikanische Flotte aus Cartagena auf, um einen Angriff auf den Hafen von Palma de Mallorca durchzuführen. Der Plan sah vor, dass drei Torpedoboote in den Hafen eindringen und die nationalspanische Flotte dort überraschen sollten. Die Torpedoboote sollten von Zerstörern der 1. Zerstörer-Flottille, der Ulloa, Jorge Juan, Escaño und der Almirante Valdés, geschützt werden die den Booten bis zur Hafeneinfahrt folgen würden. Die Zerstörer wiederum sollten von den Leichten Kreuzern Libertad und Méndez Nuñez sowie der 2. Zerstörer-Flottille, bestehend aus Sánchez Barcaáiztegui, Almirante Antequetera, Lepanto, Gravina und Lazaga, gedeckt werden. Ab 15:40 Uhr bis 17:06 Uhr brach die Flotte gestaffelt auf und erhielt um 17:11 Uhr die Nachricht, dass die Torpedoboote auf Befehl ihres sowjetischen Kommandeurs Alafusow in den Hafen zurückgekehrt waren, weil der Seegang angeblich zu stark war. Der Grund war nach Meinung des Flottenkommissars der Flotte, Bruno Alonso, nur vorgeschoben, weil Alafusow sich nicht traute. Ubieta verlangte dessen Absetzung. Die Flotte konnte nicht umgehend wieder in den Hafen zurückkehren und so ließ Ubieta sie auf See kreuzen.
Am gleichen Tag stachen die zwei nationalspanischen Schweren Kreuzer in Begleitung des Leichten Kreuzers Almirante Cervera von Palma aus in See. Die Baleares, die normalerweise eine Besatzung von 800 Mann haben sollte, hatte laut Archiv der Armada Española 1.223 Mann an Bord. Hierbei handelte es sich um Matrosen anderer Einheiten, die zum Landgang nach Cádiz gebracht werden sollten, Angehörige des Stabes des Kreuzergeschwaders, Arbeiter der Sociedad Española de Construcción Naval, die auf der Fahrt Reparaturen durchführen sollten und zwölf jugendliche Angehörige der Flechas Navales (die Marine-Jugendorganisation der Falange Española de las JONS).
Sie sollten zwei Handelsschiffen, der Umbe-Mendi und der Aizkori-Mendi, Geleitschutz bis zur Meerenge von Gibraltar geben, die Waffen und Munition aus Italien geladen hatten, und deren aus den Kanonenbooten Canalejas und Cánovas sowie den Zerstörern Huesca, Teruel und Velasco bestehende Eskorte ablösen. Um 17:30 Uhr erreichten die Kreuzer den kleinen Konvoi und lösten dessen Geleitschutz ab. Bei Einbruch der Nacht wurde Verdunkelung angeordnet.
Um 00:38 Uhr sichtete die Baleares auf 330° an Backbord die Silhouetten von mehreren Schiffen. Da beide Gruppen verdunkelt fuhren, bestand kein Zweifel daran, dass es sich jeweils um feindliche Schiffe handelte. Die nationalspanischen Schiffe waren auf die republikanische Flotte – bestehend aus zwei Leichten Kreuzern (der modernen Libertad und der veralteten Méndez Núñez) und fünf Zerstörern (Gravina, Lazaga, Sánchez Barcaiztegui, Almirante Antequera und Lepanto) – gestoßen. Beide Flotten waren überrascht, sie gingen davon aus, dass sich die jeweils andere noch im Hafen befand. Die nationalspanische Flotte glaubte fälschlicherweise anfänglich an die Anwesenheit eines U-Bootes, beschleunigte auf 26 Knoten und leitete Ausweichmanöver ein. Die Sánchez Barcaiztegui schoss zwei Torpedos auf die Almirante Cervera ab, ohne einen Treffer zu erzielen. Um 01:09 Uhr entschied Vierna, die Handelsschiffe zu umfahren, um einen eventuellen Zerstörerangriff auf sie abzuwehren. Dies war ein gewagtes Manöver, da die Kreuzer wegen ihrer Größe für die Zerstörer leichtere Ziele darstellten als umgekehrt.
Die beiden Flotten verloren sich aus den Augen, und um 01:25 Uhr nahm Admiral Vierna seinen ursprünglichen Kurs von 220° (Kurs Südwest) wieder auf.
Um 02:00 Uhr setzte die Flotte Kurs auf 40° (Kurs Nordost), 15 Minuten später änderte sie ihren Kurs erneut auf 220°, um nicht zu weit von den langsameren Handelsschiffen ab zu kommen, und traf wenige Minuten später erneut auf die republikanische Flotte.
Um 02:14 Uhr nahm der republikanische Zerstörer Sanchéz Barcáiztegui optische Signale der gegnerischen Flotte wahr, und das republikanische Führungsschiff Libertad gab Feuerbefehl. Canarias und Baleares feuerten Leuchtraketen ab, um die Ziele zu beleuchten, und eröffneten das Feuer mit Granaten, ohne einen Treffer zu erzielen. Libertad und Méndez Núñez erwiderten augenblicklich das Feuer und erzielten einen Treffer auf dem Deck der Baleares. Während dieses Kreuzerduells näherten sich die drei republikanischen Zerstörer, Sanchéz Barcáiztegui, Lepanto und Almirante Antequera den nationalspanischen Kreuzern und schossen auf 3.000 Meter einen Fächer von zwölf Torpedos ab. Die Sánchez Barcaiztegui feuerte vier, die Almirante Antequera fünf und die Lepanto drei. Ungefähr um 02:20 Uhr traf eine nicht bekannte Anzahl Torpedos die Baleares backbords auf Höhe der Brücke. In dieser Gegend befanden sich die Munitionsbunker. Es kam zu einer starken Explosion, auf die weitere folgten. Teile von Brücke und Schornstein flogen durch die Luft und der Mast fiel auf die Geschütztürme drei und vier. Die Baleares blieb antriebslos ohne Elektrizität liegen und neigte sich schnell nach Backbord über, während ausgebrochenes Feuer die Munition der Luftabwehrgeschütze und die Treibstofftanks zur Explosion brachte. Da Konteradmiral de Vierna bei der Explosion ums Leben gekommen war, übernahm der Kapitän der Canarias Rafael Estrada Arnaiz das Kommando, ließ auf 29 Knoten beschleunigen und Kurs 190° (Kurs Süd) nehmen. Die zwei verbliebenen nationalspanischen Kreuzer, Almirante Cervera und Canarias, ließen die sinkende Baleares zurück und entfernten sich mit den Handelsschiffen. Die republikanischen Kreuzer zogen sich nach ihrem Erfolg ebenfalls zurück und erreichten Cartagena um 07:50 Uhr.
786 Seeleute der Baleares kamen ums Leben. Das Wrack liegt bei 37° 52′ 18″ N, 0° 52′ 0″ O in 2.515 Metern Tiefe auf felsigem Grund.

## Verfilmung
Bereits 1940 wurde mit der Produktion eines propagandistischen Films über die Geschichte der Baleares begonnen. Er trug den Titel El Crucero Baleares und wurde von der spanischen Tochter der RKO, der Radio Films, produziert. Gedreht wurde in Madrid, Vigo, Ferrol, Cádiz, San Fernando und Cartagena. Die Schiffsszenen wurden auf dem Schwesterschiff der Baleares, der Canarias, gedreht. Für den Untergang wurde auf Spezialeffekte zurückgegriffen, es kamen aber auch Aufnahmen von Manövern und Archivbilder von der Skagerrakschlacht für die Kampfszenen zum Einsatz. Im Oktober 1940 begannen die Aufnahmen, die Anfang März 1941 beendet waren. Die Premierenfeier wurde für den 12. April 1941 im Cine Born in Madrid angesetzt. Überlebende wurden eingeladen, Zeitungen kündigten die Premiere an und der Film wurde mit Programmheften sowie Plakaten beworben. Auch die staatliche Zensur hatte, bis auf kleinere Beanstandungen, den Film bereits abgesegnet. Alles lief planmäßig, bis der Film zwei Tage vor der Premiere im Marineministerium einer Gruppe hoher Offiziere in einer privaten Vorführung gezeigt wurde. Nach der Vorführung einigte man sich ohne Angabe von Gründen, den Film zu verbieten und sämtliche Kopien einzusammeln und zu vernichten. Dieser Vorgang wurde zu einem der spektakulärsten Fälle von Selbstzensur in Nachkriegs-Spanien. Die Gründe für dieses Vorgehen waren vielfältig: Die Offiziere waren nicht mit der Umsetzung des nationalspanischen Aufstandes in der Marine sowie des Heldentodes der Seeleute der Baleares einverstanden. Auch dass die Geschichte der Baleares mit einer ausgedehnten romantischen Rahmenhandlung versehen wurde und der Vorfall erst kurz zurücklag, waren wohl Gründe.

## Denkmal

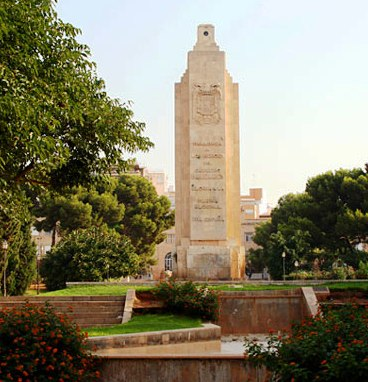
Denkmal für die Baleares in Palma de Mallorca

Bereits neun Tage nach dem Untergang der Baleares wurde in der Zeitung „La Ultima Hora“ ein Denkmal zur Erinnerung an den untergegangenen Kreuzer gefordert und eine Spendenaktion ins Leben gerufen. Die Spender wurden in der Zeitung genannt und kamen unter anderem auch aus Deutschland und Italien. Es wurde eine Ausschreibung abgehalten, die von den mallorquinischen Architekten Francisco und José Roca Simó sowie dem Bildhauer José Oertells Cabanellas gewonnen wurde. Das Budget betrug 100.000 Peseten. Das Denkmal wurde im Park Sa Feixina im Zentrum von Palma de Mallorca erbaut und am 16. Mai 1947 im Beisein Francos eingeweiht. Es steht auf einer 400 Quadratmeter großen Plattform und besteht aus einer 22 Meter hohen Säule, an deren Spitze ein Scheinwerfer mit seinen Strahlen ein großes Kreuz bildet. Ursprünglich stand auf dieser Säule noch eine drei Meter hohe Skulptur eines einen Anker umarmenden Seemannes mit gehobenem rechtem Arm. Diese ist aber unter ungeklärten Umständen verschwunden und heute nicht mehr vorhanden.
Das Denkmal wurde wiederholt Opfer von politisch motiviertem Vandalismus. Die ersten Male wurde es noch repariert, heute ist es aber in schlechtem Zustand. 1995 kam es im Landes- und Kommunalwahlkampf zu Auseinandersetzungen um die Zukunft des Denkmales und einer Reihe von Vorschlägen, was mit ihm geschehen solle. Bis heute steht es aber in beschädigtem Zustand an seinem ursprünglichen Platz.
Es gibt, oder gab, weitere Denkmäler für die Baleares in Llerena, im Marine-Museum in Madrid, in San Sebastián und in Algeciras.